# Søholt (Krønge Sogn)
 For alternative betydninger, se Søholt. (Se også artikler, som begynder med Søholt)
Søholt er en gammel landsbyhovedgård, som blev kaldt Bregerupgaard og nævnes første gang i 1389. Navnet Søholt er fra 1600. Gården ligger i Krønge Sogn, Fuglse Herred, Maribo Amt, Holeby Kommune. Hovedbygningen er opført i 1804 og ombygget fra 1853 til 1868 ved C.V. Nielsen. Havepavillonen fra 1822 er fredet. Avlsbygningerne er opført 1917 i nybarok stil.
Under den danske guldalder var der et livligt kulturelt liv på herregården.
Søholt Gods er på 1087,3 hektar

## Ejere af Søholt
- (1389-1576) Kronen
- (1576-1610) Morten Venstermand
- (1610-1618) Falk Brahe
- (1618-1632) Eiler Quitzow
- (1632-1637) Henrik Heest
- (1637-1649) Just Friederich von Pappenheim
- (1649-1690) Regitze Knudsdatter Urne gift von Pappenheim
- (1690-1722) Henning Ulrich von Lützow
- (1722-1759) Christian Frederik von Lützow
- (1759) Anna Magdalene Sophie Christiansdatter von Lützow gift von Krogh
- (1759-1796) Godske Hans von Krogh
- (1796-1831) Frederik Julian Christian von Bertouch
- (1831-1832) Frederik Julian Christian von Bertouchs dødsbo
- (1832-1842) Laurits Kierkegaard
- (1842-1852) Laurits Kierkegaards dødsbo
- (1852-1889) Lauritz Jørgensen
- (1889-1892) Henrik Jørgensen
- (1892-1917) Poul Christian Clausen Jørgensen
- (1917-1937) Peter Ole Suhr
- (1937) Creditkassen for Landejendomme i Østifterne
- (1937-1940) Valdemar Henckel
- (1940-1975) Eiler Marcher
- (1975-1995) Frants Marcher
- (1994) William Erik Berntsen
- (1994-1995) William Odd Berntsen
- (1995-2003) Berntsen Fonden
- (2003-) Frederik Lüttichau